# هلن هیز
هلن هیز براون (انگلیسی: Helen Hayes MacArthur (née Brown)؛ زاده ۱۰ اکتبر ۱۹۰۰ – درگذشته ۱۷ مارس ۱۹۹۳) هنرپیشه اهل آمریکا بود.

## زندگی
در ۱۰ اکتبرِ ۱۹۰۰ در واشینگتن، دی سی زاده شد و در روز سنت پاتریک در ۱۷ مارس ۱۹۹۳ در سن ۹۲ سالگی بر اثر نارسایی قلب در نیک، نیویورک درگذشت.

## فیلم‌شناسی
- ارواسمیت (۱۹۳۱)
- گناه مادلن کلوده (۱۹۳۱)
- وداع با اسلحه (۱۹۳۲)
- پرواز شبانه (۱۹۳۳)
- آناستازیا (۱۹۵۶)
- تارزان (۱۹۶۶)
- فرودگاه (۱۹۷۰)
- موزه پر ماجرا (۱۹۷۵)
- شمعدان (۱۹۷۷)

## جوایز و افتخارات
- جایزه اسکار بهترین بازیگر نقش اول زن (۱۹۳۲)
- جایزه اسکار بهترین بازیگر نقش مکمل زن (۱۹۷۰)
- جایزه امی ساعات پربیننده برای بهترین بازیگر زن در مجموعه درام (۱۹۵۲)
- جایزه گرمی (۱۹۷۷)
- جایزه تونی (۱۹۴۷)
- جایزه تونی (۱۹۵۸)
- جایزه مرکز کندی (۱۹۸۱)
- نشان افتخار آزادی رئیس‌جمهوری
- فهرست ستاره‌های پیاده‌رو شهرت هالیوود